# Thyrsiini
Thyrsiini son una  tribu de coleópteros polífagos crisomeloideos de la familia Cerambycidae. Comprende un solo género Thyrsia con las siguientes especies:

## Especies
- Thyrsia lateralis Dalman, 1819
- Thyrsia piranga Galileo & Martins, 2006